# Umberto Saba
Umberto Saba, eigentlich Umberto Poli (* 9. März 1883 in Triest, Österreich-Ungarn; † 25. August 1957 in Gorizia) war ein italienischer Dichter und Schriftsteller.

## Leben

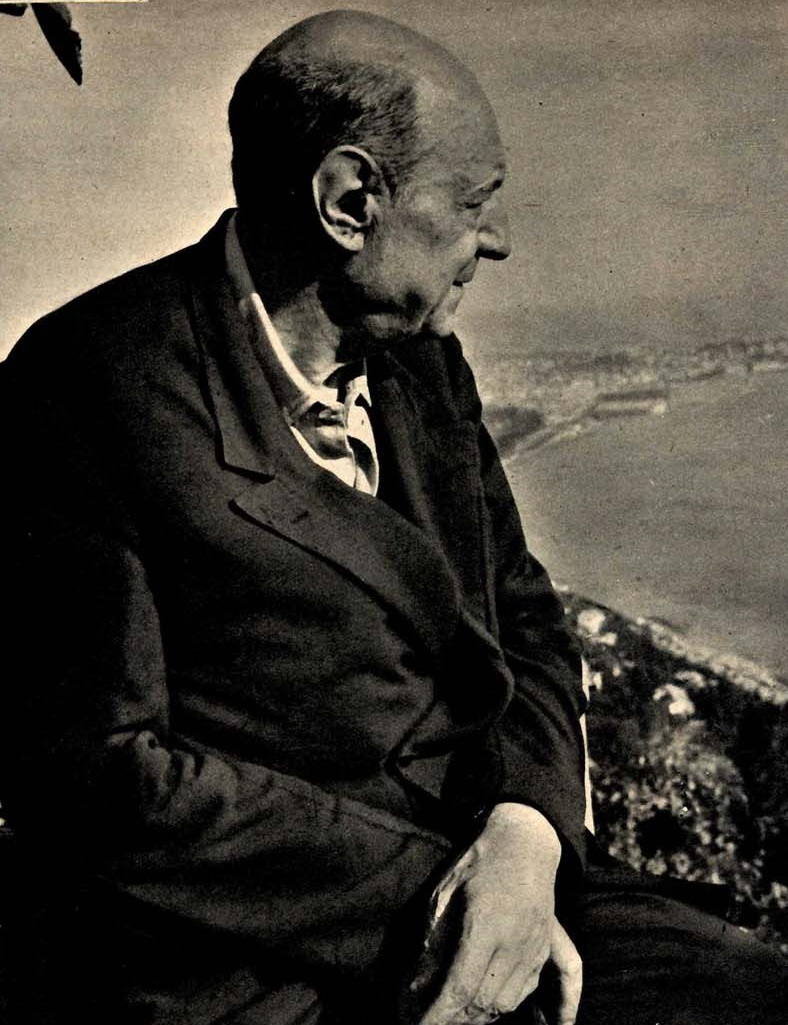
Umberto Saba (1951)

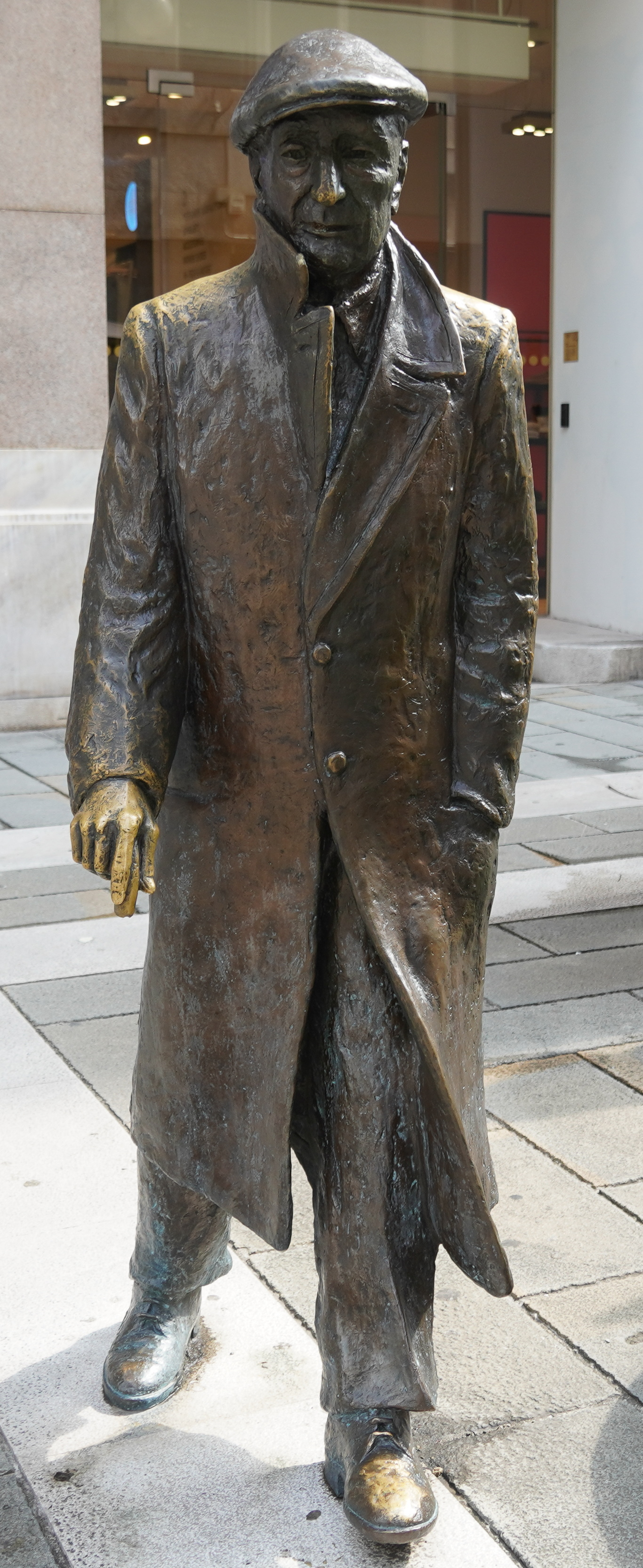
Die Umberto Saba gewidmete Statue in Triest

Saba verlebte eine unglückliche Kindheit, überschattet von der Abwesenheit des Vaters, der die jüdische Mutter schon vor Sabas Geburt verlassen hatte. Nach jüdischem Recht war Saba Jude. Er nahm das Pseudonym Saba an, was auf Hebräisch „Großvater“ bedeutet. In Triest arbeitete Saba lange Zeit im Antiquariat in der Via San Nicolò Nr. 30, dessen Geschäftsräumlichkeiten noch immer bestehen. 1904 als Libreria Mayländer gegründet, wurde die Buchhandlung 1919 von Saba übernommen, entwickelte sich zu einem Zentrum des intellektuellen Lebens in Triest und heißt heute "Libreria Antiquaria Umberto Saba". In dem Haus in der Via San Nicolò Nr. 30 wohnte von 1905 bis 1906 James Joyce. Nach dem Erlass der italienischen Rassengesetze (leggi razziali) im Jahr 1938 lebte Saba in Paris, Florenz, Rom und Mailand. Erst 1947 kehrte er in die Heimatstadt zurück.
Saba wuchs in die triestinische „cultura mitteleuropea“ des beginnenden 20. Jahrhunderts hinein, besonders beeinflusst von Nietzsche und Freud, aber auch von der italienischen Literaturtradition des 19. Jahrhunderts, besonders von Giacomo Leopardi. Er begann zu Beginn des 20. Jahrhunderts, seine ersten Werke zu schreiben: Poesie dell'adolescenza e giovanili, 1900 bis  1907, und Versi militari 1908.
Es folgten seine Meisterwerke: Trieste e una donna (1910–1912) und Serena disperazione (1913–1915), in denen er in einer äußerst einfachen Sprache alltägliche Gefühle und häusliche Beziehungen facettenreich und psychologisch differenziert schildert.  Erst im Jahr 1975 wurde Ernesto veröffentlicht, bei der es sich um eine autobiografische Novelle handelt, die Umberto Saba bereits 1953 geschrieben, aber nicht publiziert hatte. Ernesto wurde 1979 durch Salvatore Samperi auch verfilmt.
Umberto Saba war von 1909 bis zu ihrem Tod 1956 mit Carolina Wölfler (1909–1956) verheiratet, das Paar hatte eine Tochter, Linuccia (auch kurz Lina).

## Werke (Auswahl)
Briefe
- Roberto Deidier (Hrsg.): Lettere a Sandro Penna. 1929–1940. Archinto, Mailand 1997, ISBN 88-7768-210-8.
- Gianfranca Lavezzi (Hrsg.): Atroce paese che amo. Lettere famigliari (1945–1953). Bompiani, Mailand 1987 (Nuova Corona; 19).
- Aldo Marcovecchio (Hrsg.): La spada d'Amore. Lettere scelte 1902–1957. Mondadori, Mailand 1983 (Medusa; 80).

Lyrik
- Canzoniere. Gedichte italienisch-deutsch („Il canzoniere“). Klett-Cotta, Stuttgart 1997, ISBN 3-608-93082-5.
- Das zerbrochene Glas. Gedichte italienisch-deutsch. Piper, München 1991, ISBN 3-492-11351-6.

Prosa
- Der Dichter, der Hund und das Huhn. Zsolnay, Wien 1999, ISBN 3-552-04922-3.
- Ernesto. Roman („Ernesto“). 3. Aufl. Piper, München 1990, ISBN 3-492-11185-8.
- Triest und eine Frau („Trieste e una donna“). Insel-Verlag, Frankfurt am Main 1962.